# Салина-Крус
Салина-Крус (исп. Salina Cruz) — город в Мексике, входит в штат Оахака. Население 71 314 человека. Площадь равна 2191,50 га, что составляет 0,1407 % от общей территории Оахака.

### Аэропорт

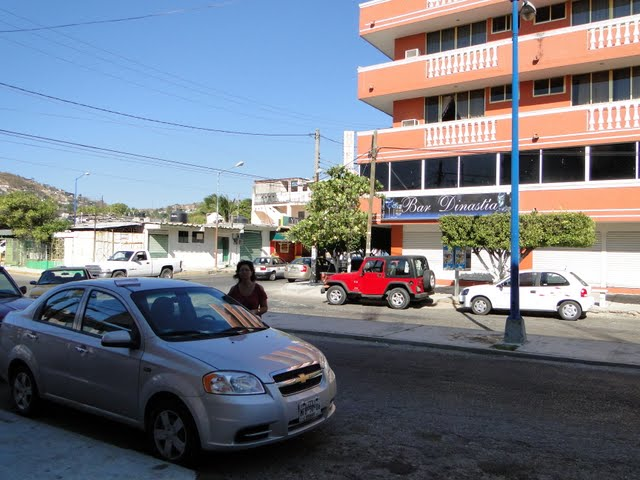
Отель в Салина-Крус

Аэропорт Салина-Крус находится в Мексике и обслуживает г. Салина-Крус. Салина-Крус расположен в 2 км от центра города. Город Салина-Крус не располагает другими аэропортами.

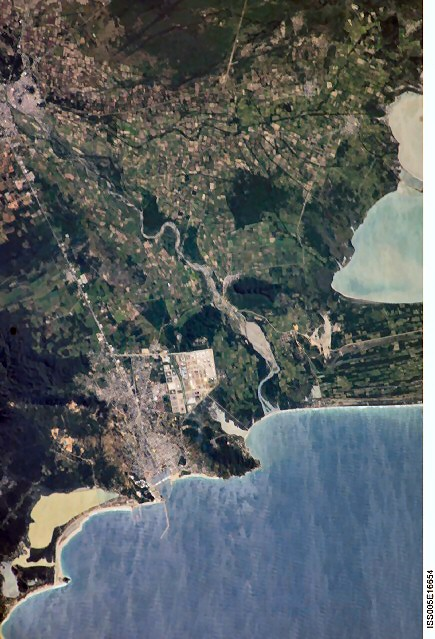
Салина-Крус